# Chwalisława
Chwalisława, Falisława – staropolskie imię żeńskie, złożone z członu Chwali- („chwalić, sławić, dziękować”) i -sława („sława”). Prawdopodobnie oznaczało „tę, która chwali sławę”. W źródłach polskich poświadczone od XIII wieku. Forma Falisława powstała w wyniku uproszczenia się grupy chw w f, które zaszło na Śląsku, w Małopolsce i na Mazowszu w polszczyźnie epoki przedpiśmiennej. 
Męskie odpowiedniki: Chwalisław, Chalisław, Falisław, Kwalisław.
Chwalisława, Falisława imieniny obchodzi 30 kwietnia.